# Соколов Іван Іванович (історик)
Соколов Іван Іванович (1865, Нова Олександрівка, Саратовська губернія — 3 травня 1939) — філолог-класик, візантиніст, неоелініст, історик церкви і канонічного права.

## Біографія
Закінчив Казанську духовну академію (1890), кандидат богослов'я, професорський стипендіат. Викладав з 1891 року в Казанської духовній семінарії. Згодом І. І. Соколов викладав у Петербурзькій духовній семінарії, у 1903—1918 роках — професор по кафедрі історії Греко-східної церкви Петербурзької духовної академії. Редагував журнал «Церковний вісник».
Активний учасник Помісного собору 1917—1918 року, був членом одного з 3-х центральних вищих органів управління Православної Церкви — Вищої церковної ради.
Рятуючись від репресій, І. І. Соколов на початку 1919 року переїхав до Києва. Протягом 1919—1920 років він працював приват-доцентом на кафедрі візантології Київського університету й одночасно співпрацював з Археографічною комісією Української академії наук, де був працівником першого відділу.
У 1922 році Соколов повернувся до Петрограду. Протягом 1922—1923 років він викладав університетський курс «Социально-политические отношения в государствах Ближнего Востока». З 1920 по 1923 рік також був викладачем Петербурзького Богословського інституту. З 1922 року розпочав діяльність у складі Російсько-византійської комісії Російської академії наук. З 1924 року — професор Ленінградського інституту історії, філософії і лінгвістики, де займався історією нової Греції та викладанням новогрецької мови. Був штатним співробітником Першого відділу ВУАН з окремих наукових доручень (1927).
22 грудня 1933 року був заарештований по справі «контрреволюционной церковно-монархической организации „Англикане“», де йому відводили роль одного з керівників. Вченого також звинуватили у тому, що він писав та відправляв за кордон інформацію про гоніння на релігію в країні.
Завдяки клопотанням родини та К. Пєшкової, яка очолювала на той час організацію «Допомога політичним в'язням», 8 грудня 1938 року Соколова звільнили. До нормальної він не встиг повернутися, 3 травня 1939 року помер.

## Наукова діяльність
У науковій діяльності І. І. Соколова видіяляється два основних напрямки досліджень. Перший пов'язаний з класичним візантинознавством, що відобразилося в його таких працях, як:
- «О византинизме в церковно-историческом отношении»,
- «Избрание патриархов в Византии с половины IX до половины XV в. (843—1453): Исторический очерк»,
- «Церковная политика византийского императора Исаака II Ангела»,
- «Церковно-религиозная и общественно-бытовая жизнь на православном греческом Востоке» та інші.

Другий напрям Соколов розвивав під час перебування в Україні та співпраці з Українською академією наук. Він збирав та досліджував «грецькі матеріали, де пояснюються відносини православного Сходу до України і української церкви» та
«Заходу, себто Ватикану».